# Waldo Frank
Waldo David Frank (Long Branch, 25 agosto 1889 – White Plains, 9 gennaio 1967) è stato uno scrittore statunitense.
Fondatore e direttore del periodico Seven Arts (1916), propugnò i valori del socialismo, balzando più volte agli onori delle cronache come sovversivo.

## Biografia
Cresciuto nell'Upper West Side, si interessò sin da piccolo alla scrittura, componendo il suo primo racconto all'età di sedici anni. Dopo aver trascorso un anno in un istituto di preparazione universitaria a Losanna, si iscrisse nel 1907 alla Yale University. Mentre era studente universitario, collaborò come critico teatrale per il quotidiano Courier-Journal di New Haven. Nel 1911 si diplomò come Phi Beta Kappa, ricevendo sia il baccalaureato che il master degree. Dopo aver lavorato come reporter per un breve periodo all'Evening Post e al New York Times, agli inizi del 1913 partì per Parigi. Fu qui che iniziò a formulare una personale visione filosofica basata sulla reciproca interconnessione di tutte le cose, in questo influenzato in particolare da Sigmund Freud, Baruch Spinoza e dal romanticismo di Walt Withman.

Nella convinzione che scrittori e artisti come lui avessero un ruolo primario nel rivitalizzare un rinnovamento della cultura americana, fece ritorno negli Stati Uniti dove, nel 1916, si unì a James Oppenheim, Van Wyck Brooks, Randolph Bourne e Paul Rosenfeld nella fondazione della rivista letteraria Seven Arts. Fra le pagine di questa rivista Waldo ebbe occasione di criticare l'eccesivo individualismo e il materialismo della società industrializzata, considerati i mali scatenanti che avevano portato alla decadenza della letteratura e della cultura americane in generale.

A causa della sua posizione nettamente pacifista all'alba della Prima guerra mondiale, la rivista Seven Arts venne fortemente boicottata e riuscì a pubblicare solamente dodici numeri prima della definitiva chiusura. Le istanze in essa contenuto vennero tuttavia continuate da Waldo nelle sue opere, in particolare il racconto semi-autobiografico The Unwelcome Man (1917) e Our America (1919), salutata all'epoca come una sorta di "Manifesto degli anni '20".

## Opera
Nelle sue opere Frank espresse la polemica proposta di rinnovamento morale della letteratura statunitense dopo la prima guerra mondiale, da attuare grazie al marxismo. Ha scritto, Giacomo Poli, che "Frank va ricordato per i saggi a carattere politico e sociale che dedico' alla Spagna, all'America Latina (di cui fu profondo conoscitore) e all'Unione Sovietica e per gli incompiuti e postumi Memoirs (1973), interessanti come documento autobiografico e ancor più come bilancio di una vicenda intellettuale sostenuta da grandi se pur confuse aspirazioni estetiche, politiche e , addirittura , messianiche, cui pero' troppo spesso non furono pari le capacità di realizzazione sul piano espressivo".
Tra i più significativi saggi e romanzi si ricordano l'indesiderato (1917), Rahab (1922), La nostra America (1919), La riscoperta dell'America (1929), Spagna vergine (1926) e Viaggio nel Sudamerica (1943).